# Josiah Willard Gibbs

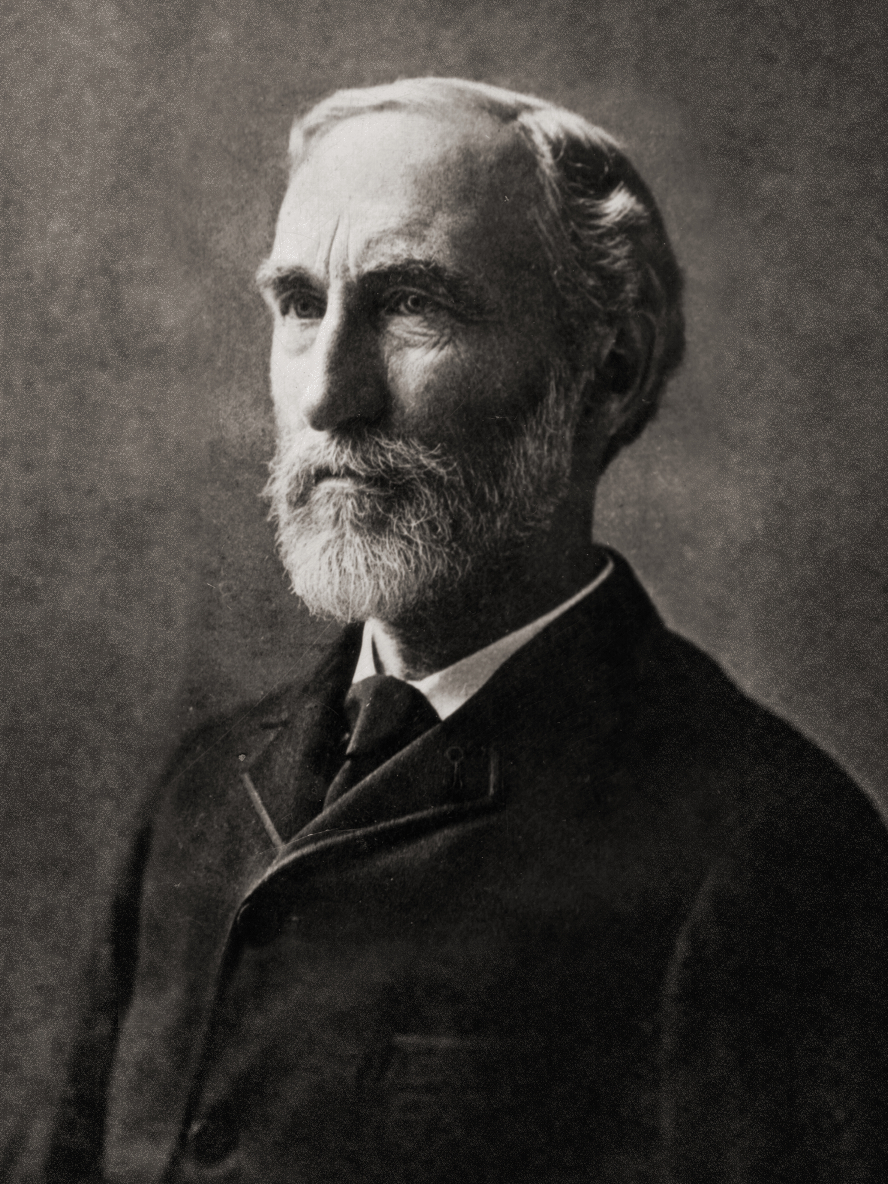
Josiah Willard Gibbs

Josiah Willard Gibbs (* 11. Februar 1839 in New Haven, Connecticut; † 28. April 1903 ebenda) war ein amerikanischer Wissenschaftler, der bedeutende theoretische Beiträge zur Physik, Chemie und Mathematik leistete.

## Leben und Wirken
Gibbs war der Sohn des Theologen und Sprachwissenschaftlers Josiah Willard Gibbs Sr. (1790–1861) an der Universität Yale in New Haven. Dort studierte er Mathematik und Naturwissenschaften. Von 1863 bis 1866 war er Tutor am Yale-College. Anschließend ging er nach Europa und setzte seine Studien in Paris, Berlin und Heidelberg fort. 1871 wurde Gibbs zum Professor an der Yale-Universität ernannt.
Zwischen 1876 und 1878 schrieb er eine Artikelserie mit dem Gesamttitel On the Equilibrium of Heterogeneous Substances, die als eine der größten Errungenschaften in der Physik des 19. Jahrhunderts angesehen wird und als Grundlage der physikalischen Chemie gilt. In diesen Artikeln wandte Gibbs die Thermodynamik an, um physikochemische Erscheinungen zu interpretieren. Zu den erörterten Lehrsätzen gehört auch die Gibbssche Phasenregel. Gibbs’ Artikel über Thermodynamik erschienen in den Transactions of the Connecticut Academy. On the Equilibrium of Heterogeneous Substances wurde 1891 ins Deutsche und 1899 ins Französische übersetzt; die enthaltenen Lehrsätze wurden in Europa bekannt und angewandt. Besondere Verbreitung erfuhren sie dabei durch die experimentellen Arbeiten von H.W. Bakhuis Roozeboom. 1879 wurde er zum Mitglied der National Academy of Sciences in Washington, 1880 der American Academy of Arts and Sciences in Cambridge, Massachusetts und 1895 der American Philosophical Society gewählt. Ab 1897 war er auswärtiges Mitglied der Royal Society und ab 1900 korrespondierendes Mitglied der Académie des sciences. 1892 wurde er Ehrenmitglied der London Mathematical Society.
Gibbs erbrachte auch hervorragende Leistungen für die statistische Mechanik, die Vektoranalysis und die elektromagnetische Theorie des Lichtes. Seine Scientific Papers (1906) und Collected Works (1928) wurden gesammelt und nach seinem Tod veröffentlicht. Gibbs kam zur Vektoranalysis, als er versuchte, die Verwendung von Quaternionen in Maxwells Treatise on Electricity and Magnetism zu verstehen. Er entwickelte das Vektorkonzept unabhängig von Hermann Grassmann, erkannte aber dessen Priorität. Seine Bücher über Vektoranalysis erschienen 1881 bzw. 1884.  Mit Oliver Heaviside war er einer der wesentlichen Kräfte, die zur Durchsetzung des Vektorkalküls gegenüber dem Quaternion-Kalkül Ende des 19. Jahrhunderts führten.
Für die Vektoranalysis schuf Gibbs eine Methode, die mathematische Entwicklungen wesentlich vereinfachte, die seinerzeit die theoretische Behandlung der Maxwellschen Elektrodynamik stark voranbrachte.
Er definierte ebenso die Gibbs-Energie {\displaystyle G=U+pV-T\,S} bei konstanter Temperatur und konstantem Druck, die auch als Freie Enthalpie bekannt ist.
Auch das Gibbssche Phänomen, das Gibbssche Paradoxon, die Gibbs-Duhem-Gleichung, und die Gibbs-Helmholtz-Gleichung sind nach ihm benannt. Er führte den Ensemble-Begriff in die Statistische Mechanik ein, wo heute das Kanonische Ensemble auch Gibbs-Ensemble heißt.
Die Willard Gibbs Medal der American Chemical Society trägt seinen Namen und die Gibbs Lecture der American Mathematical Society.
Außerdem sind der Mondkrater Gibbs und der Asteroid (2937) Gibbs nach ihm benannt.

## Schriften
- Elementary principles in statistical mechanics, New York, London, 1902.
  - Deutsche Ausgabe: Elementare Grundlagen der statistischen Mechanik. Teubner 1905 (bearbeitet von Ernst Zermelo).
- Edward Bidwell Wilson: Vector Analysis. A text-book fo the use of students of mathematics and physics – Founded upon the lectures of J. Willard Gibbs. Yale University Press 1901 (archive.org).
- W. R. Longley, R. G. Van Name (Hrsg.): The collected works of J. Willard Gibbs. 2 Bände, Longmans, Green and Company, New York 1928.
- H. A. Bunstead, R. G. Van Name (Hrsg.): The scientific papers of J. Willard Gibbs. 2 Bände, Dover, New York 1961.